# 힘내서 갑시다
《힘내서 갑시다》(다른 제목: 힘 좀 냅시다요, 일본어: がんばっていきまっしょい 간밧테이키맛쇼이[*])는 시키무라 요시코의 소설이자 이를 원작으로 한 영화, 텔레비전 드라마이다.
에히메현 마쓰야마시의 고등학교를 배경으로, 조정부 활동에 매진하는 5명의 여고생들을 그리고 있다.
제목인 ‘힘내서 갑시다’는 시키무라의 모교인 에히메 현립 마쓰야마 히가시 고등학교에서 1960년대 초부터 사용된 파이팅 구호로, 입학식이나 체육 수업 전 달리기 시에도 실제로 사용되고 있다. 럭비부 고문이었던 교사가 학교에 소속감을 가질 수 있도록 만든 구호라고 한다.

## 개요
- 마츠야마시 주최의 1995년 제4회 봇짱(坊っちゃん) 문학상 수상작이다.
- 1996년 7월, 매거진 하우스에서 출판 (ISBN 4-8387-0797-5). 이 작품과 속편 '이지 올"의 2편 수록.
- 2005년 6월, 겐토샤에서 문고화 (ISBN 4-344-40660-5). 단행본과 마찬가지로 2편이 수록되었지만, '이지 올"은 상당히 고쳐졌다.

## 영화
실사 영화는 후지 TV, 포니캐년, 알타미라 픽쳐스의 제작으로 1998년에 개봉되었다. 소규모로 개봉되어, 꾸준한 선전으로 평판을 불러, 이례적인 롱런 상영을 기록했다. 이 영화로 데뷔한 다나카 레나는 영화 배우로서 활약을 시작했다. 또한, 본작의 프로듀서 팀은 《워터보이즈》, 《스윙걸스》의 히트작을 연이어 만들어냈다. 이례적으로 한국 뮤지션 이상은(Lee-Tzsche)이 영화 음악을 담당해 화제를 모았다.
무대는 1970년대를 배경으로, 촬영은 에히메현에서 올 로케이션으로 진행되었다. 그 때의 로케이션 장소 선정과 엑스트라 준비 등 필름 커미션과 같은 활동을, 원작자의 시키무라 요시코의 마을과 지역의 현립 고교 교사의 보트 지도자가 합류하였다.

## 출연진
- 다나카 레나
- 시미즈 마미
- 아오이 와카나
- 마노 키리나
- 마츠오 마사토시
- 나카지마 토모코
- 혼다 다이스케
- 모리야마 료코
- 하쿠류
- 마츠오 레이코
- 사쿠라 무츠코
- 아리조노 요시키

### 스탭
- 감독 : 이소무라 이츠미치
- 제작 : 수오 마사유키, 마스이 쇼지, 타쿠마 아키후미
- 각본 : 이소무라 이츠미치
- 음악 : Lee-tzsche with penguins
- 촬영 : 나가타 유이치
- 편집 : 키쿠치 준이치

### 수상 정보
- 아사히 베스트 텐 영화제 제1위
- 1998년 일본 인터넷 영화 대상 일본 영화 작품상
- 키네마 준보 베스트 텐 제3위

## 텔레비전 드라마

### 개요
- 1998년의 영화판을 본 마츠다 케이이치 프로듀서가 텔레비전 드라마 화를 기획. 간사이 TV 방송 제작, 2005년 7월 5일부터 9월 13일까지 후지 TV 계열에서 방송되었다.
- 방송 시간은 매주 화요일 (22:00 ~ 22:54). 전 10화. 첫회는 10분 확대 (10:40 - 11:44) 방송, 최종회는 30분 확대 방송 (22:00 - 11:24). 간사이 TV 방송에서 이 작품의 전에 도쿄의 프로그램 제작 회사에 드라마 제작을 위탁하고 있어, 이 프로그램은 간사이 TV 방송에서 26년 만에 완전 자체 제작한 작품이다.
- 2005년 5월 10일부터 9월 8일까지 주요 촬영은 에히메현과 시가현으로 에히메 현 마츠야마시, 이마바리시에서 촬영이 이뤄졌다. 또한 마츠야마 시를 촬영지로 한 연속 드라마는 드물다. 그러나 영화판과 달리 촬영은 야외 씬이 중심으로, 창고를 제외한 실내 장면의 대부분은 도쿄의 스튜디오에서 촬영되었다.
- 교명은 "마츠야마 제일 고등학교"로 영화판과 마찬가지로 가상이다.

### 출연진
- 시노무라 에츠코 - 스즈키 안
- 세키노 히로유키 - 니시키도 료
- 나카타 사부로 - 우치 히로키(중도 하차) / 다구치 준노스케 (4화 ~)
- 야노 리에 - 아이부 사키
- 기쿠치 다에코 - 이와사 마유코
- 나카자키 아츠코 - 사츠카와 아이미
- 나카무라 마유미 - 후지모토 시즈카
- 오노 히토미 - 이시다 유리코
- 네모토 미츠루 - 고히나타 후미요
- 시노무라 유키오 - 오스기 렌
- 츠지야 시호
- 유우키 사야
- 이케우치 히로유키
- 타카바타케 카스미
- 호죠 타카히로
- 아이지마 카즈유키
- 키쿠치 킨야
- 토모치카
- 아사미 레이나
- 하나하라 테루코
- 이치게 요시에

## 스탭
- 미술 디자인 : 야나가와 카즈오
- 프로듀서 : 시게마츠 케이이치
- 음악 : 〈힘내서 갑시다〉 오리지널 사운드 트랙 (포니캐년)
- 촬영 기술 : GENIC
- 음성 : 블루
- 조명 : 로켓

## 방영일 및 부제, 시청률
| 각화                                      | 방송일          | 부제                                                  | 시청률 |
| ----------------------------------------- | --------------- | ----------------------------------------------------- | ------ |
| 제1화                                     | 2005년 7월 5일  | 타고 싶다                                             | 12.6%  |
| 제2화                                     | 2005년 7월 12일 | 눈물의 푸른 바다                                      | 12.1%  |
| 제3화                                     | 2005년 7월 19일 | 필승 신인전                                           | 12.1%  |
| 제4화                                     | 2005년 7월 26일 | 까불지 마                                             | 12.7%  |
| 특별편                                    | 2005년 8월 2일  | 전설의 여자 보트부 탄생 비화와 출연자들의 미공개 모습 | 9.1%   |
| 제5화                                     | 2005년 8월 9일  | 좋아 해요                                             | 12.1%  |
| 제6화                                     | 2005년 8월 16일 | 안타까운 바다                                         | 13.9%  |
| 제7화                                     | 2005년 8월 23일 | 헤어질 두 사람                                        | 12.7%  |
| 제8화                                     | 2005년 8월 30일 | 최초의 밤                                             | 11.6%  |
| 제9화                                     | 2005년 9월 6일  | 이루어지지 않는 꿈                                    | 11.3%  |
| 최종화                                    | 2005년 9월 13일 | 안녕                                                  | 13.0%  |
| 평균 시청률: 12.4%                        |                 |                                                       |        |
| (시청률은 간토 지방·비디오 리서치사 조사) |                 |                                                       |        |